# Podoceropsis lindahlii
Podoceropsis lindahlii is een vlokreeftensoort uit de familie van de Photidae. De wetenschappelijke naam van de soort is voor het eerst geldig gepubliceerd in 1888 door Hansen.